# Partido de Campeonato de 1942 de la NFL
El Partido de Campeonato de 1942 de la National Football League fue el décimo partido por el título de la NFL. Fue jugadoe el 13 de diciembre de 1942 en el Griffith Stadium en Washington D. C. ante una asistencia de 36,006 aficionados.
El partido fue entre los campeones invictos de la División Oeste, los Chicago Bears (11-0) quienes tenían como entrenadores en jefe a Hunk Anderson y a Luke Johnsos después de que George Halas hubiera entrado a la Armada de los Estados Unidos en plena Segunda Guerra Mundial. Los Bears eran dirigidos por su quarterback Sid Luckman. Los campeones de la División Este eran los Washington Redskins (10-1) quienes eran dirigidos por el entrenador Ray Flaherty y el quarterback Sammy Baugh.

## Sumario de las anotaciones
- Primer Cuarto
  - sin anotaciones
- Segundo Cuarto
  - Chi - Regreso de anotación de un fumble de Artoe, 52 yardas (punto extra fallado) Chi 6-0
  - Was - Pase de Baugh a Moore de 39 yardas (punto extra de Masterson) Redskins 7-6
- Tercer Cuarto
  - Was - Acarreo de Farkas de 1 yarda (punto extra de Masterson) Redskins 14-6
- Cuarto Cuarto
  - sin anotaciones

| Predecesor: 1941 | Partido de Campeonato de la NFL 1942 | Sucesor: 1943 |